# Sony Pictures Animation
Sony Pictures Animation Inc. là một xưởng phim hoạt hình Mỹ và là một công ty con của Sony Pictures và trực thuộc Motion Picture Group, thành lập vào ngày 9 tháng 5 năm 2002. Xưởng phim hoạt động gần như cùng với hãng Sony Pictures Imageworks, vốn tập trung vào công tác sản xuất kỹ thuật số. Các sản phẩm điện ảnh của xưởng phim đều được phân phối toàn cầu bởi Sony Pictures Releasing dưới tên hãng Columbia Pictures, và các sản phẩm direct-to-video và phát hành tại gia thì được phân phối bởi Sony Pictures Home Entertainment. Các thương hiệu điện ảnh thành công của xưởng phim có thể kể đến như Mùa săn, Cơn mưa thịt viên, Xì Trum và Khách sạn huyền bí

## Lịch sử
Năm 2001, hãng Sony Pictures cân nhắc tới việc bán lại Sony Pictures Imageworks. Sau khi không tìm được bên mua, đồng thời ấn tượng với các phân cảnh CGI trong phim hoạt hình Chuột con thông minh 2, cùng với những thành công phòng vé của Shrek của DreamWorks Animation và Công ty Quái vật của Disney|Pixar, SPI bắt đầu được định hình lại để trở thành một xưởng phim hoạt hình. Siêu nhí Astro, một dự án phim vốn được Sony phát triển từ năm 1997 theo chiều hướng phim người đóng, lại được lựa chọn làm phim hoạt hình CGI đầu tiên của SPI. Ngày 9 tháng 5 năm 2002, Sony Pictures Animation được thành lập để phát triển nhân vật, cốt truyện và các phim điện ảnh, và SPI thì sẽ chuyên môn về sản xuất kỹ thuật số và kỹ xảo điện ảnh. Cùng lúc đó, SPI sản xuất hai phim ngắn, phim ngắn đạt Giải Oscar cho Phim hoạt hình ngắn hay nhất The ChubbChubbs!, và phim ngắn Early Bloomer, một kết quả của việc thứ nghiệm những điểm mạnh và điểm yếu trong công tác sản xuất phim hoạt hình CGI. Vào ngày kỷ niệm một năm thành lập xưởng phim 9 tháng 5 năm 2003, Sony Pictures Animation công bố các dự án phim điện ảnh hoạt hình đang trong quá trình phát triển, bao gồm Mùa săn, Cơn mưa thịt viên, Surf's Up, và một phiên bản điện ảnh dài đầy đủ của phim ngắn The ChubbChubbs!.
Phim điện ảnh đầu tiên của xưởng phim là Mùa săn được công chiếu vào tháng 9 năm 2006, trở thành phim có doanh thu giải trí tại gia cao thứ nhì của hãng Sony trong năm 2007, và cũng là nền móng cho hai phần phim tiếp nối được phát hành dưới dạng direct-to-video. Phim điện ảnh thứ hai của xưởng phim, Surf's Up, được ra mắt vào tháng 6 năm 2007, đã nhận được một đề cử từ Giải Oscar cho Phim hoạt hình hay nhất, và đồng thời cũng thắng hai Giải Annie. Bộ phim 3D đầu tiên của SPA kể từ lần phát hành định dạng IMAX 3D của Mùa săn là Cơn mưa thịt viên được phát hành vào tháng 9 năm 2009, và phim đã nhận được bốn đề cử Giải Annie, bao gồm giải Phim hoạt hình xuất sắc nhất. Tháng 9 năm 2012 2012, SPA cho ra mắt Khách sạn huyền bí với tổng doanh thu toàn cầu 350 triệu USD và là khởi đầu cho thương hiệu điện ảnh với hai phần phim tiếp nối và một phim truyền hình.

## Danh sách phim

### Phim điện ảnh

#### Phim chiếu rạp
| #  | Tựa đề                                     | Ngày công chiếu      | Kinh phí      | Doanh thu      | RT  | MC |
| -- | ------------------------------------------ | -------------------- | ------------- | -------------- | --- | -- |
| 1  | Mùa săn                                    | 29 tháng 9 năm 2006  | 85 triệu USD  | 197 triệu USD  | 48% | 49 |
| 2  | Surf's Up                                  | 8 tháng 6 năm 2007   | 100 triệu USD | 149 triệu USD  | 78% | 64 |
| 3  | Cơn mưa thịt viên                          | 18 tháng 9 năm 2009  | 100 triệu USD | 243 triệu USD  | 87% | 66 |
| 4  | Xì Trum                                    | 29 tháng 7 năm 2011  | 110 triệu USD | 563 triệu USD  | 22% | 30 |
| 5  | Giáng sinh phiêu lưu ký                    | 23 tháng 11 năm 2011 | 100 triệu USD | 147 triệu USD  | 92% | 69 |
| 6  | The Pirates! Band of Misfits               | 27 tháng 4 năm 2012  | 55 triệu USD  | 123 triệu USD  | 86% | 73 |
| 7  | Khách sạn huyền bí                         | 28 tháng 9 năm 2012  | 85 triệu USD  | 358 triệu USD  | 45% | 47 |
| 8  | Xì Trum 2                                  | 31 tháng 7 năm 2013  | 105 triệu USD | 347 triệu USD  | 14% | 34 |
| 9  | Cơn mưa thịt viên 2                        | 27 tháng 9 năm 2013  | 78 triệu USD  | 274 triệu USD  | 70% | 59 |
| 10 | Khách sạn huyền bí 2                       | 25 tháng 9 năm 2015  | 80 triệu USD  | 473 triệu USD  | 55% | 44 |
| 11 | Câu chuyện lúc nửa đêm                     | 16 tháng 10 năm 2015 | 58 triệu USD  | 150 triệu USD  | 76% | 60 |
| 12 | Xì Trum: Ngôi làng kỳ bí                   | 7 tháng 4 năm 2017   | 60 triệu USD  | 197 triệu USD  | 38% | 40 |
| 13 | Đội quân cảm xúc                           | 28 tháng 7 năm 2017  | 50 triệu USD  | 217 triệu USD  | 9%  | 12 |
| 14 | The Star                                   | 17 tháng 11 năm 2017 | 20 triệu USD  | 49.6 triệu USD | 44% | 42 |
| 15 | Thỏ Peter                                  | 16 tháng 2 năm 2018  |               |                |     |    |
| 16 | Khách sạn huyền bí 3: Kỳ nghỉ ma cà rồng   | 13 tháng 7 năm 2018  |               |                |     |    |
| 17 | Câu chuyện lúc nửa đêm 2: Halloween quỷ ám | 12 tháng 10 năm 2018 |               |                |     |    |
| 18 | Người Nhện: Vũ trụ mới                     | 14 tháng 12 năm 2018 |               |                |     |    |

#### Phim điện ảnh direct-to-video
| # | Tựa đề                    | Ngày phát hành      |
| - | ------------------------- | ------------------- |
| 1 | Mùa săn 2                 | 27 tháng 1 năm 2009 |
| 2 | Mùa săn 3                 | 25 tháng 1 năm 2011 |
| 3 | Open Season: Scared Silly | 8 tháng 3 năm 2016  |
| 4 | Surf's Up 2: WaveMania    | 17 tháng 1 năm 2017 |

### Phim truyền hình

#### Loạt phim truyền hình
| # | Tựa đề                            | Ngày ra mắt         | Ngày kết thúc | Kênh truyền hình |
| - | --------------------------------- | ------------------- | ------------- | ---------------- |
| 1 | Cloudy with a Chance of Meatballs | 20 tháng 2 năm 2017 | Chưa rõ       | Cartoon Network  |
| 2 | Hotel Transylvania: The Series    | 25 tháng 6 năm 2017 | Chưa rõ       | Disney Channel   |
| 3 | Ghostbusters: Ecto Force          | Chưa rõ             | Chưa rõ       | Chưa rõ          |

#### Loạt phim trực tuyến
| # | Tựa đề       | Ngày ra mắt         | Ngày kết thúc       | Kênh truyền hình |
| - | ------------ | ------------------- | ------------------- | ---------------- |
| 1 | GO! Cartoons | 7 tháng 11 năm 2017 | 10 tháng 4 năm 2018 | Cartoon Hangover |

### Phim ngắn
| #  | Tựa đề                                  | Ngày phát hành       |
| -- | --------------------------------------- | -------------------- |
| 1  | The ChubbChubbs!                        | 3 tháng 7 năm 2002   |
| 2  | Early Bloomer                           | 9 tháng 5 năm 2003   |
| 3  | Boog and Elliot's Midnight Bun Run      | 30 tháng 1 năm 2007  |
| 4  | The ChubbChubbs Save Xmas               | 8 tháng 8 năm 2007   |
| 5  | The Smurfs: A Christmas Carol           | 2 tháng 12 năm 2011  |
| 6  | So You Want to Be a Pirate!             | 28 tháng 8 năm 2012  |
| 7  | Goodnight Mr. Foot                      | 26 tháng 10 năm 2012 |
| 8  | The Smurfs: The Legend of Smurfy Hollow | 10 tháng 9 năm 2013  |
| 9  | Super Manny                             | 2 tháng 10 năm 2013  |
| 10 | Earl Scouts                             | 11 tháng 10 năm 2013 |
| 11 | Steve's First Bath                      | 28 tháng 1 năm 2014  |
| 12 | Attack of the 50-Foot Gummi Bear        | 28 tháng 1 năm 2014  |
| 13 | Puppy!                                  | 28 tháng 7 năm 2017  |

## Giải thưởng và đề cử

### Giải Oscar
| Năm  | Phim                         | Hạng mục                     | Đề cử                     | Kết quả   |
| ---- | ---------------------------- | ---------------------------- | ------------------------- | --------- |
| 2002 | The Chubbchubbs!             | Phim hoạt hình ngắn hay nhất | Eric Armstrong            | Đoạt giải |
| 2007 | Surf's Up                    | Phim hoạt hình hay nhất      | Ash Brannon và Chris Buck | Đề cử     |
| 2012 | The Pirates! Band of Misfits | Phim hoạt hình hay nhất      | Peter Lord                | Đề cử     |

### Giải Quả cầu vàng
| Năm  | Phim                    | Hạng mục                    | Đề cử                           | Kết quả      |
| ---- | ----------------------- | --------------------------- | ------------------------------- | ------------ |
| 2009 | Cơn mưa thịt viên       | Phim hoạt hình hay nhất     | Phil Lord và Christopher Miller | Đề cử        |
| 2011 | Giáng sinh phiêu lưu ký | Phim hoạt hình hay nhất     | Sarah Smith                     | Đề cử        |
| 2012 | Khách sạn huyền bí      | Phim hoạt hình hay nhất     | Genndy Tartakovsky              | Đề cử        |
| 2017 | The Star                | Ca khúc trong phim hay nhất | "The Star"                      | Chưa công bố |

### Giải Critics' Choice
| Năm  | Phim                    | Hạng mục                | Đề cử                           | Kết quả |
| ---- | ----------------------- | ----------------------- | ------------------------------- | ------- |
| 2009 | Cơn mưa thịt viên       | Phim hoạt hình hay nhất | Phil Lord và Christopher Miller | Đề cử   |
| 2011 | Giáng sinh phiêu lưu ký | Phim hoạt hình hay nhất | Sarah Smith                     | Đề cử   |

### Giải Annie
| Năm  | Phim                         | Hạng mục                                                                | Đề cử                                                      | Kết quả      |
| ---- | ---------------------------- | ----------------------------------------------------------------------- | ---------------------------------------------------------- | ------------ |
| 2006 | Mùa săn                      | Phim hoạt hình xuất sắc nhất                                            |                                                            | Đề cử        |
| 2007 | Surf's Up                    | Phim hoạt hình xuất sắc nhất                                            |                                                            | Đề cử        |
| 2007 | Surf's Up                    | Hiệu ứng hoạt hình                                                      | Deborah Carlson                                            | Đoạt giải    |
| 2007 | Surf's Up                    | Animation Production Artist                                             | John Clark                                                 | Đoạt giải    |
| 2007 | Surf's Up                    | Hoạt họa nhân vật trong sản xuất phim điện ảnh                          | Dave Hardin                                                | Đề cử        |
| 2007 | Surf's Up                    | Hoạt họa nhân vật trong sản xuất phim điện ảnh                          | Alan Hawkins                                               | Đề cử        |
| 2007 | Surf's Up                    | Thiết kế nhân vật trong sản xuất phim điện ảnh hoạt hình                | Sylvain Deboissy                                           | Đề cử        |
| 2007 | Surf's Up                    | Đạo diễn trong sản xuất phim điện ảnh hoạt hình                         | Ash Brannon và Chris Buck                                  | Đề cử        |
| 2007 | Surf's Up                    | Thiết kế sản xuất trong sản xuất phim điện ảnh hoạt hình                | Marcelo Vignali                                            | Đề cử        |
| 2007 | Surf's Up                    | Kịch bản phân cảnh trong sản xuất phim điện ảnh hoạt hình               | Denise Koyama                                              | Đề cử        |
| 2007 | Surf's Up                    | Biên kịch trong sản xuất phim điện ảnh hoạt hình                        | Don Rhymer, Ash Brannon và Chris Buck                      | Đề cử        |
| 2009 | Cơn mưa thịt viên            | Phim hoạt hình xuất sắc nhất                                            |                                                            | Đề cử        |
| 2009 | Cơn mưa thịt viên            | Hiệu ứng hoạt hình                                                      | Tom Kluyskens                                              | Đề cử        |
| 2009 | Cơn mưa thịt viên            | Đạo diễn trong sản xuất phim điện ảnh                                   | Phil Lord và Christopher Miller                            | Đề cử        |
| 2009 | Cơn mưa thịt viên            | Biên kịch trong sản xuất phim điện ảnh                                  | Phil Lord và Christopher Miller                            | Đề cử        |
| 2011 | Giáng sinh phiêu lưu ký      | Phim hoạt hình xuất sắc nhất                                            |                                                            | Đề cử        |
| 2011 | Giáng sinh phiêu lưu ký      | Thiết kế nhân vật trong sản xuất phim điện ảnh                          | Peter de Sève                                              | Đề cử        |
| 2011 | Giáng sinh phiêu lưu ký      | Kịch bản phân cảnh trong sản xuất phim điện ảnh                         | Kris Pearn                                                 | Đề cử        |
| 2011 | Giáng sinh phiêu lưu ký      | Lồng tiếng trong sản xuất phim điện ảnh                                 | Ashley Jensen                                              | Đề cử        |
| 2011 | Giáng sinh phiêu lưu ký      | Lồng tiếng trong sản xuất phim điện ảnh                                 | Bill Nighy                                                 | Đoạt giải    |
| 2011 | Giáng sinh phiêu lưu ký      | Biên kịch trong sản xuất phim điện ảnh                                  | Sarah Smith, Peter Baynham                                 | Đề cử        |
| 2012 | The Pirates! Band of Misfits | Phim hoạt hình xuất sắc nhất                                            |                                                            | Đề cử        |
| 2012 | The Pirates! Band of Misfits | Hoạt họa nhân vật trong sản xuất phim điện ảnh                          | Will Beecher                                               | Đề cử        |
| 2012 | The Pirates! Band of Misfits | Thiết kế sản xuất trong sản xuất phim điện ảnh hoạt hình                | Norman Garwood và Matt Berry                               | Đề cử        |
| 2012 | The Pirates! Band of Misfits | Lồng tiếng trong sản xuất phim điện ảnh hoạt hình                       | Imelda Staunton                                            | Đề cử        |
| 2012 | The Pirates! Band of Misfits | Biên kịch trong sản xuất phim điện ảnh hoạt hình                        | Gideon Defoe                                               | Đề cử        |
| 2012 | Khách sạn huyền bí           | Phim hoạt hình xuất sắc nhất                                            |                                                            | Đề cử        |
| 2012 | Khách sạn huyền bí           | Thiết kế nhân vật trong sản xuất phim điện ảnh hoạt hình                | Carlos Grangel                                             | Đề cử        |
| 2012 | Khách sạn huyền bí           | Thiết kế nhân vật trong sản xuất phim điện ảnh hoạt hình                | Carter Goodrich                                            | Đề cử        |
| 2012 | Khách sạn huyền bí           | Đạo diễn trong sản xuất phim điện ảnh hoạt hình                         | Genndy Tartakovsky                                         | Đề cử        |
| 2012 | Khách sạn huyền bí           | Âm nhạc trong sản xuất phim điện ảnh hoạt hình                          | Mark Mothersbaugh                                          | Đề cử        |
| 2012 | Khách sạn huyền bí           | Thiết kế sản xuất trong sản xuất phim điện ảnh hoạt hình                | Marcello Vignali                                           | Đề cử        |
| 2012 | Khách sạn huyền bí           | Lồng tiếng trong sản xuất phim điện ảnh hoạt hình                       | Adam Sandler                                               | Đề cử        |
| 2012 | Khách sạn huyền bí           | Dựng phim trong sản xuất phim điện ảnh hoạt hình                        | Catherine Apple                                            | Đề cử        |
| 2015 | Khách sạn huyền bí 2         | Hiệu ứng hoạt hình đột phá trong sản xuất hoạt hình                     | Chris Logan, Brian Casper, Gavin Baxter và William Eckroat | Đề cử        |
| 2015 | Khách sạn huyền bí 2         | Thiết kế nhân vật đột phá trong sản xuất phim hoạt hình                 | Craig Kellman và Stephen DeStefano                         | Đề cử        |
| 2015 | Khách sạn huyền bí 2         | Kịch bản phân cảnh đột phá trong sản xuất phim hoạt hình                | Mike Smukavic                                              | Đề cử        |
| 2017 | The Star                     | Kịch bản phân cảnh xuất sắc nhất trong sản xuất phim điện ảnh hoạt hình | Louie del Carmen                                           | Chưa công bố |
| 2017 | The Star                     | Dựng phim xuất sắc nhất trong sản xuất phim điện ảnh hoạt hình          | Pamela Ziegenhagen                                         | Chưa công bố |

### Giải Mâm xôi vàng
| Năm  | Phim      | Hạng mục                                                  | Đề cử         | Kết quả |
| ---- | --------- | --------------------------------------------------------- | ------------- | ------- |
| 2013 | Xì Trum 2 | Phim tiền truyện, làm lại, ăn theo hoặc tiếp theo tệ nhất | Jordan Kerner | Đề cử   |